# Lista de jornais e revistas da França

## Jornais
- Le Monde
- Le Figaro
- Libération
- L'Équipe
- Le Parisien

## Revistas
- Courier Internationale
- Marianne